# Penascais
Penascais ist ein Ort und eine ehemalige Gemeinde (Freguesia) im Norden Portugals.
Penascais gehört zum Kreis Vila Verde im Distrikt Braga. Die Gemeinde hatte eine Fläche von 2,4 km² und 259 Einwohner (Stand 30. Juni 2011).
Am 29. September 2013 wurden die Gemeinden Penascais, Valões, Codeceda, Atães und Covas zur neuen Gemeinde União das Freguesias do Vade zusammengeschlossen.